# Aldo Andretti
Aldo Andretti (Montona, 28 febbraio 1940 – Indianapolis, 30 dicembre 2020) è stato un pilota automobilistico italiano naturalizzato statunitense.

## Biografia

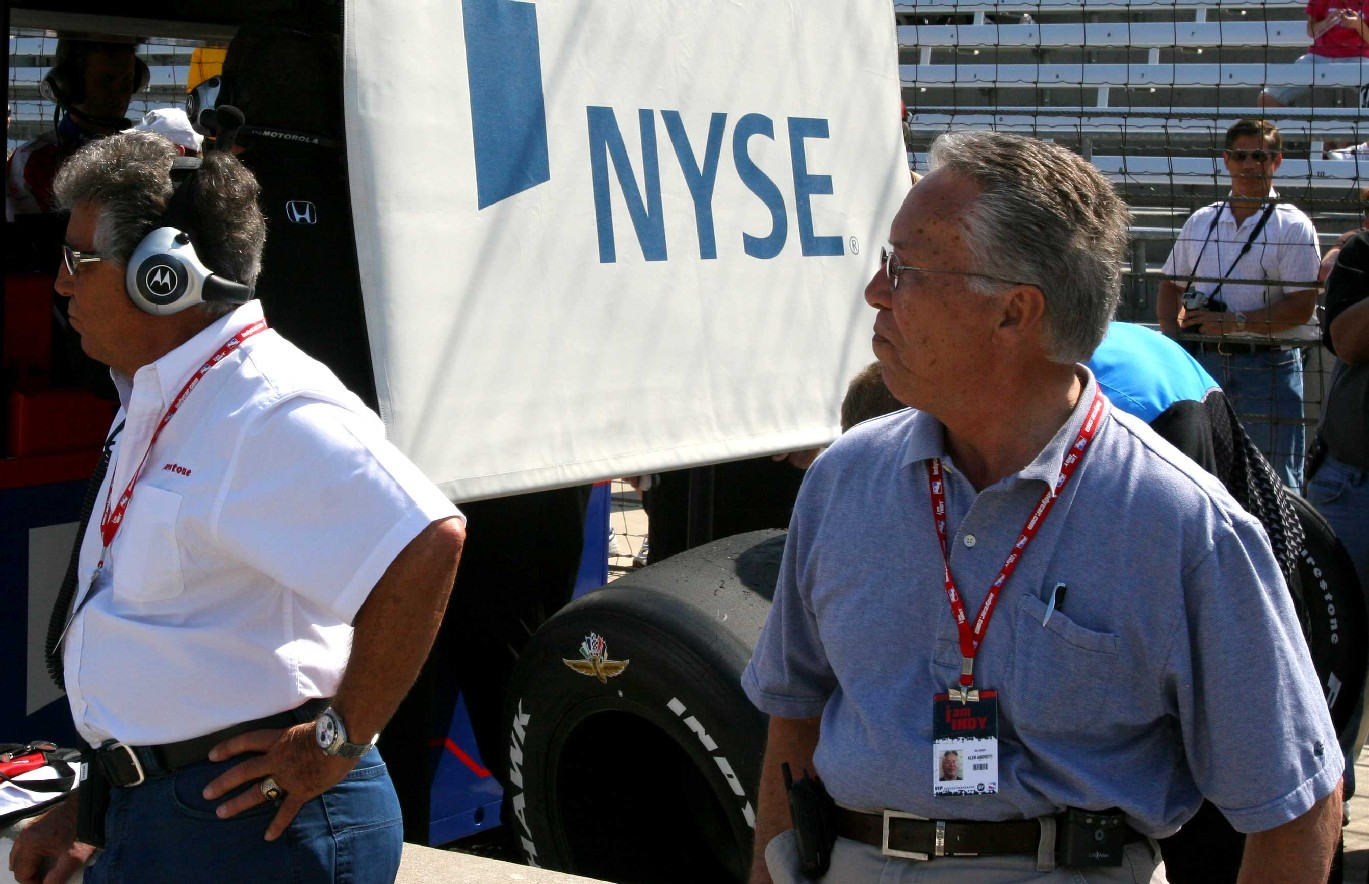
Mario (a sinistra) ed Aldo Andretti (a destra) ad Indianapolis nel 2007.

Figlio di Alvise Luigi Andretti (1909-1999) e Rina Benvegnu (1913-2003), era fratello gemello del campione del mondo di Formula 1 del 1978 Mario Andretti, nonché padre dei piloti John Andretti e Adam Andretti, zio di Michael Andretti, Jeff Andretti e Marco Andretti. Aldo e Mario erano gemelli monozigoti, tuttavia a causa della chirurgia ricostruttiva maxillofacciale dopo un incidente di corsa, Aldo non apparve più identico a Mario.
Nato nel 1940 a Montona (Pola), all'epoca Regno d'Italia, lasciò l'Istria nel dopoguerra quando la famiglia, dopo l'assegnazione della regione alla Jugoslavia, fu dislocata in un campo profughi di Lucca. Successivamente la famiglia Andretti emigrò negli Stati Uniti, a Nazareth, in Pennsylvania dove i fratelli Andretti iniziarono a correre su una pista ovale.
I gemelli Andretti prepararono una Hudson Commodore per le gare ed iniziarono a correre nel 1959, alternandosi alla guida. Dopo le prime quattro settimane di gara avevano ottenuto due vittorie a testa. Verso la fine della stagione Aldo subì un grave incidente ed entrò in coma, rimettendosi solo nella stagione successiva.
Aldo continuò successivamente a correre nei circuiti americani USAC e IMCA, ma nel 1969 ebbe un altro grave incidente, subendo gravissimi danni al volto, con ben 14 fratture, dopo essersi schiantato contro una recinzione, e da allora interruppe l'attività agonistica.
Si è spento il 30 dicembre 2020, all'età di 80 anni, per complicazioni da COVID-19.